# 劇場版BLEACH Fade to Black 君の名を呼ぶ
『劇場版BLEACH Fade to Black 君の名を呼ぶ』（げきじょうばんブリーチ フェイド・トゥ・ブラック きみのなをよぶ）は、2008年12月13日に公開された日本の長編アニメーション映画。久保帯人による漫画作品『BLEACH』を原作とするテレビアニメシリーズの劇場版アニメーション第3作。阿部記之が監督を務め、studioぴえろが制作した。
本作では「原点回帰」をテーマに、主人公の黒崎一護と朽木ルキアをメインに据えた物語が描かれている。

## あらすじ
瀞霊廷の実験棟では涅マユリがある装置の開発を行っていた。だが、突如大鎌を持った姉弟の襲撃に遭い、暴走を始めたマユリは施設を破壊、瀞霊廷は一瞬のうちに超高濃度の霊子の雲に覆われ、瀞霊廷内の3割が壊滅状態となった。そしてその光景を目撃していたルキアの元にもマユリを襲撃した姉弟が現れ、巨大な鎌が振るわれる。
時を同じくして、一瞬とはいえルキアの存在を忘れたことにより、ルキアに何かがあったことを感じた一護は、浦原から瀞霊廷壊滅の報を知らされ、コンと共に尸魂界（ソウル・ソサイエティ）へ向かう。だが恋次ら護廷十三隊の面々は一護とルキアに関する記憶を失っており、瀞霊廷内で遭遇した一護のことを旅禍と看做してしまう。瀞霊廷壊滅の犯人として死神達から追われる身となった一護とコンは、紆余曲折の末にルキアの元にたどり着くが、そこに居たのは記憶を失い変わり果てた姿のルキアだった。
姉弟はかつて一緒に暮らしていたルキアと交わしたある約束のため、邪魔な死神を全滅させそうと画策する。一護とコン、そして自らの魂の声に従い一護に協力する恋次。彼らの存在によりルキアの記憶が呼び覚まされそうとしたとき、姉弟の想いは暴走しルキアに襲いかかる。一護はルキアとの絆を取り戻すため、姉弟に取り込まれたルキアとの戦いに身を投じる。

## 登場人物
黒崎一護（くろさき いちご）
声 - 森田成一
本作の主人公。ルキアと出会い死神代行になった。
朽木ルキア（くちき ルキア）
声 - 折笠富美子
護廷十三隊十三番隊所属の死神。
姉弟とはかつて流魂街で生活を共にしていた。弟の能力により周囲から存在を忘れられ、自身も一護や死神たちに関する記憶を失う。
コン
声 - 真殿光昭
改造魂魄（モッド・ソウル）の生き残り。見た目はライオンのぬいぐるみ。

### オリジナルキャラクター
姉弟
瀞霊廷壊滅事件の首謀者たち。
幼いころ、南流魂街78地区「戌吊」でルキアと生活を共にしており、名を持たない姉弟はルキアから名前を付けてもらう約束をしていた。
ある日、虚に寄生され意識を乗っ取られた死神に襲われ致命傷を負わされるが、死の直前にルキアを守るため虚を自らの身体に宿す。意図せずして死人に寄生してしまった虚は虚圏へ逃げ帰ったが、姉弟は虚圏で虚の意識を乗っ取り、ルキアに会いたいという強い思いから長い年月をかけて尸魂界へと帰還した。
上記の経緯から、死神を奪うだけの存在と認識し憎悪している。ルキアを独占するため、死神を全滅させる画策を練り、実験棟で霊子収束装置の開発を行っていたマユリを襲撃し装置を暴走させた後、ルキアから記憶を刈り取り流魂街へと連れ去った。だが、一護の存在をルキアが思い出したことにより、ルキアと離れ離れになることを恐れた姉弟はルキアと強制的に融合しダークルキアへと変貌する。一護との死闘の末、姉弟が宿していた虚は浄化され、虚の力を失った姉弟はルキアと分離、記憶を取り戻したルキアからそれぞれ名前を与えられた。
前述の通り、虚に寄生された死神により負わされた傷で既に落命していた身であったため、名前を与えられたことで歓びに涙しながら静かに息を引き取った。

姉
声 - 平野綾
瀞霊廷壊滅事件の首謀者。天真爛漫な性格。
激情すると禍々しい霊圧を放つ他、「空間転移」という特殊能力を持つ。
弟
声 - 神谷浩史
瀞霊廷壊滅事件の首謀者。物静かで姉に対して従順である。
身の丈程の大鎌を所持しており、この大鎌が振るわれた人物は記憶を刈り取られる。また、周りの者の記憶からもその人物に纏わるすべての事象が消えてしまう。作中ではこの力を用い、マユリとルキアから記憶を刈り取った。
ダークルキア
声 - 折笠富美子、平野綾、神谷浩史
ルキアが一護を思い出したことにより、ルキアと離れ離れになることを恐れた姉弟がルキアと強制的に融合した姿。
髪は紫がかった銀髪に、目は垂直のスリット型瞳孔をした虚ろ目になり、白い着物を身に纏っている。姉弟の持つ大鎌と空間転移、双方の能力を使い攻撃する。
当初は一護を追い詰めて優位に立つも、戦いの中で霊圧の虚化が進行する。一護が天鎖斬月でダークルキアの胸の中心を貫き死神の力を注ぎ込んだことで、姉弟が宿していた虚は浄化され、虚の力を失った姉弟はルキアと分離した。
虚
浦原喜助が技術開発局を設立して間もないころ、研究材料として浦原の手元に置かれていた蛇の姿をした虚。
寄生した個体が衰弱化するとまた別の身体に移り住むという行動を取る。魂魄に寄生し意識を乗っ取り行動する能力と寄生するときに使う鎌のような触手で相手の記憶を刈る能力を持つ。
なお、研究当時は霊力の弱い魂魄にしか寄生することができず、記憶を消せるのも僅かな時間だけだった。
死神に寄生し姉弟を襲うも駆けつけたルキアにより阻止される。ルキアの持つ高い霊力に目を付け、衰弱化していた死神の身体に代わる新たな個体としてルキアに寄生しようとする。ルキアを助けようとした姉を弟もろとも斬り捨てるが、死に際の姉弟に取り込まれたことで、意図せずして死人に寄生してしまい慌てて虚圏へ逃げ帰ったが、やがて姉弟により意識を乗っ取られた。
実はルキアが長く二人のことを忘れていた理由はこの虚により姉弟に纏わる記憶を刈り取られていたためである。この事件が姉弟が死神を憎悪をする要因となり、ルキアへの憎しみにもなっている。

## 用語
霊子収束装置
涅マユリが開発して完成させた巨大な装置（本来の用途は不明）。円柱の上にある花の蕾の中に装置の制御筒があり、瀞霊廷壊滅後は弟がそれを奪って装置を操っている。装置を操ると超高濃度の霊子の雲が出現し、その霊子が巨大な大蛇となり暴走して周囲に甚大な被害を及ぼす。尚、この霊子に捕まると繭のように絡め取られ石化する。

## スタッフ
- 原作 - 久保帯人
- 監督 - 阿部記之
- 脚本 - 高橋ナツコ、大久保昌弘（戦闘シーン担当）
- キャラクターデザイン - 工藤昌史
- 絵コンテ - 阿部記之、うえだしげる、小柴純弥、水野和則、深澤学、斉藤哲人
- 演出 - 阿部記之、うえだしげる、小柴純弥、水野和則
- 作画監督 - 工藤昌史、小木曽伸吾、河村明夫、高木弘樹、石川智美、ふかざわまなぶ、もりやまゆうじ、大西雅也、橋本英樹
- エフェクト作画監督 - 橋本敬史
- 美術監督 - 高木佐和子
- 色彩設計 - 上谷秀夫、安斉寛美、阿部紀子
- 撮影監督 - 福島敏行
- 編集 - 植松淳一、村上義典
- 音楽 - 鷺巣詩郎
- プロデューサー - 深沢幹彦、青木俊志、萩野賢
- アニメーション制作 - studioぴえろ
- 配給 - 東宝
- 製作 - 劇場版BLEACH3製作委員会（テレビ東京、集英社、ぴえろ、電通、アニプレックス、東宝、バンダイ、セガ、ソニー・コンピュータエンタテインメント）

## 制作
前作『劇場版BLEACH The DiamondDust Rebellion もう一つの氷輪丸』に引き続き、原作者の久保帯人も大まかなプロットができた段階から製作に参加している。シナリオ、オリジナルキャラクターの設定・デザイン・ネーミング、サブタイトルの命名などに関わっており、アフレコ収録にもラストシーンまで立ち会ったという。
久保はサブタイトル「Fade to Black」について、「最初にルキアがみんなの記憶から消えていくという話を聞いた時から、闇の中にいるルキアが、その思い出の中にある一護や護廷十三隊の隊長たちと共に消えていくというイメージが浮かびまして。そこから黒く消えていくという意味のFade to Blackにサブタイトルを決めました」と語っている。また、英語のサブタイトルを考えた後、日本語のサブタイトルも要望されたため、久保はシナリオをじっくりと読み込んでキーワードとなるシーンや言葉を探したという。そして「作品中の幾つかのシーンにある、誰かが名前を呼びかけるということ」、中でも、「一護がルキアの名前を呼ぶ」ことは本作のストーリー上で重要な意味を持っていることに気づき、「君の名を呼ぶ」という言葉をつけたと語っている。
ラストバトルである一護とルキアの戦いでは、原作コミックの第1話にリンクするシーンが描かれており、ルキアが一護に霊力を与えたシーンも回想として挿入されている。本作について久保は「これまでの劇場版の中で最も原作に近いストーリー」、「とてもシンプルなBLEACHの本質に寄り添う物語」といったコメントを残している。

## 主題歌
「今宵、月が見えずとも」
作詞 - 新藤晴一 / 作曲 - 岡野昭仁 / 編曲 - ak.homma、ポルノグラフィティ / 歌 - ポルノグラフィティ

## DVD / Blu-ray
本作のDVDは、2009年9月30日にアニプレックスから完全生産限定版と通常版の2形態で発売された。2023年1月25日にはBlu-ray Discが発売された。
| 形態              | 発売日        | 収録 / 特典内容 | 規格品番  |
| ----------------- | ------------- | --- | --------- |
| DVD完全生産限定版 | 2009年9月30日 | 本編映像（約94分） 特典DVD1（約131分） 特典DVD2（約17分） プレミアムデジパック （キャラクターデザイン工藤昌史描き下ろしWジャケット） ロングライナーノーツ 全17枚 特大ポスターブックレット 全2枚 | ANZB-2187 |
| DVD通常版         | 2009年9月30日 | 本編映像（約94分） | ANSB-2187 |
| Blu-ray通常版     | 2023年1月25日 | 本編映像（約94分）+アナザーED | ANSX-2187 |

## サウンドトラック
本作のオリジナル・サウンドトラック。2008年12月10日にアニプレックスから発売された。各楽曲の作曲はテレビシリーズに引き続き鷺巣詩郎が手掛けている。初回特典としてキャラクターデザイン・工藤昌史による「描き下ろしオリジナル・ステッカー」が封入された
CDジャーナルはこのアルバムについて、「鷺巣詩郎によるその音楽は、ダークななかにも、要所要所でキラリと聴き手の心臓に突き刺さってくるような魅力的で不思議なサウンドが特徴となっている」と評している。

### 収録曲
| 全作曲・編曲: 鷺巣詩郎。 |                                                                  |                        |            |                                                                                                |      |
| #                        | タイトル                                                         | 作詞                   | 作曲・編曲 | 歌                                                                                             | 時間 |
| 1.                       | 「Fade To Black_A02」                                            |                        | 鷺巣詩郎   |                                                                                                | 3:07 |
| 2.                       | 「Fade To Black_A05a」                                           |                        | 鷺巣詩郎   |                                                                                                | 2:56 |
| 3.                       | 「Fade To Black_A06」                                            |                        | 鷺巣詩郎   |                                                                                                | 2:24 |
| 4.                       | 「Pray That You Always Understand Me_FX」                        |                        | 鷺巣詩郎   |                                                                                                | 2:47 |
| 5.                       | 「Guitar Test_A Cappella」                                       |                        | 鷺巣詩郎   |                                                                                                | 3:01 |
| 6.                       | 「Nothing Can Explained_Instrumental 2008」                      |                        | 鷺巣詩郎   |                                                                                                | 3:29 |
| 7.                       | 「Fade To Black_3BLM_46」                                        |                        | 鷺巣詩郎   |                                                                                                | 2:12 |
| 8.                       | 「Fade To Black_3BLM_51a」                                       |                        | 鷺巣詩郎   |                                                                                                | 0:38 |
| 9.                       | 「Suite "Never Meant to Belong" 1st Mouvement: Violin」          |                        | 鷺巣詩郎   |                                                                                                | 1:14 |
| 10.                      | 「Suite "Never Meant to Belong" 2nd Mouvement: Cello&Orchestra」 |                        | 鷺巣詩郎   |                                                                                                | 2:10 |
| 11.                      | 「Suite "Never Meant to Belong" 3rd Mouvement: Piano」           |                        | 鷺巣詩郎   |                                                                                                | 1:28 |
| 12.                      | 「Fade To Black_A04a」                                           |                        | 鷺巣詩郎   |                                                                                                | 2:50 |
| 13.                      | 「Fade To Black_B07a」                                           |                        | 鷺巣詩郎   |                                                                                                | 1:52 |
| 14.                      | 「Suite "Will of the Heart" 1st Mouvement: Cello&Orchestra」     |                        | 鷺巣詩郎   |                                                                                                | 1:53 |
| 15.                      | 「Suite "Will of the Heart" 2nd Mouvement: Violin」              |                        | 鷺巣詩郎   |                                                                                                | 1:49 |
| 16.                      | 「Fade To Black_B03」                                            |                        | 鷺巣詩郎   |                                                                                                | 2:18 |
| 17.                      | 「Fade To Black_BLM_01a」                                        |                        | 鷺巣詩郎   |                                                                                                | 1:31 |
| 18.                      | 「Guitar Test」                                                  |                        | 鷺巣詩郎   |                                                                                                | 3:00 |
| 19.                      | 「Fade To Black_B14」                                            |                        | 鷺巣詩郎   |                                                                                                | 1:00 |
| 20.                      | 「Fade To Black_B13a」                                           |                        | 鷺巣詩郎   |                                                                                                | 2:44 |
| 21.                      | 「What Can You See In Their Eyes」                               | マイク・ウィズゴウスキ | 鷺巣詩郎   | キャサリン・ボット、デボラ・マイルス＝ジョンソン、アンドリュー・ブッシャー、サイモン・グラント | 2:51 |
| 22.                      | 「Stand Up Be Strong (Part I)」                                  | マイク・ウィズゴウスキ | 鷺巣詩郎   | キャサリン・ボット、デボラ・マイルス＝ジョンソン、アンドリュー・ブッシャー、サイモン・グラント | 2:24 |
| 23.                      | 「Stand Up Be Strong (Part II)」                                 | マイク・ウィズゴウスキ | 鷺巣詩郎   | キャサリン・ボット、デボラ・マイルス＝ジョンソン、アンドリュー・ブッシャー、サイモン・グラント | 2:09 |
| 24.                      | 「Pray That You Always Understand Me」                           | マイク・ウィズゴウスキ | 鷺巣詩郎   | キャサリン・ボット、デボラ・マイルス＝ジョンソン、アンドリュー・ブッシャー、サイモン・グラント | 3:45 |
| 25.                      | 「Pray That You Always Understand Me_Piano」                     |                        | 鷺巣詩郎   |                                                                                                | 1:26 |
| 26.                      | 「Suite "Going Home" 1st Mouvement: Cello&Orchestra」            |                        | 鷺巣詩郎   |                                                                                                | 1:51 |
| 27.                      | 「Suite "Going Home" 2nd Mouvement: Piano Solo」                 |                        | 鷺巣詩郎   |                                                                                                | 2:34 |
| 28.                      | 「Fade To Black_Irish Dance」                                    |                        | 鷺巣詩郎   |                                                                                                | 2:50 |
| 29.                      | 「Pray That You Always Understand Me_Tony's Cello」              |                        | 鷺巣詩郎   |                                                                                                | 3:42 |
| 合計時間:                | 合計時間:                                                        | 合計時間:              | 合計時間:  | 67:55                                                                                          |      |

## 関連書籍
- 『劇場版BLEACH Fade to Black 君の名を呼ぶ MOVIE GUIDE』週刊少年ジャンプ2009年1月15日増刊、集英社、2009年1月15日発行（2008年12月5日発売）
- 久保帯人（原作） / 松原真琴（小説）『劇場版BLEACH Fade to Black 君の名を呼ぶ』集英社〈ジャンプ ジェイ ブックス〉2008年12月20日第1刷発行（2008年12月15日発売[13]）、ISBN 978-4-08-703197-3
  - 本作（脚本・高橋ナツコ / 大久保昌弘）をノベライズしたもの。「時間的に厳しい」という理由から本編ではカットされたエピソードが補完されている[2]。
- 久保帯人（原作） / ジャンプ・コミック出版編集部（編）『劇場版 BLEACH Fade to Black 君の名を呼ぶ アニメコミックス』集英社〈ジャンプ・コミックス〉、2010年3月9日発行、ISBN 978-4-08-874836-8
- 久保帯人（原作）『劇場版BLEACH アニメコミックス Fade to Black 君の名を呼ぶ』集英社〈集英社ジャンプリミックス〉、2010年12月6日発売[14]

## 特別番組
公開前の2008年11月23日にはテレビ東京で特別番組『劇場版BLEACH Fade to Black 君の名を呼ぶ 公開記念 BLEACHナイトスペシャル』が放送され、本作に姉役として参加した平野綾が出演し最新情報を紹介した。番組内ではTVシリーズ第1話、恋次・白哉の初登場回など全3話が再放送された。12月6日にはテレビ東京で特別番組『劇場版最新作公開直前 BLEACH TV』が放送された。